# Yang Jie
Yang Jie (chiń. 杨婕; ur. 1 marca 1994) – chińska siatkarka grająca na pozycji przyjmującej. W latach 2008–2022 była członkinią drużyny Shanghai Bright Ubest.

## Sukcesy klubowe
Mistrzostwo Azji:
- 2014/15, 2016/17, 2018/19, 2021/22
- 2019/20

## Sukcesy reprezentacyjne
Mistrzostwa Azji:
- 2011

Igrzyska Azjatyckie:
- 2010

Puchar Świata:
- 2011